# Bachmanniidae
†Bachmannia chubutensis jest jedynym znanym gatunkiem z kopalnej rodziny Bachmanniidae z rzędu sumokształtnych, która jest siostrzaną grupą prymitywnych sumów z rodziny Diplomystidae. Cechą wspólną (synapomorfia) Bachmanniidae i Diplomystidae jest występowanie dwóch powierzchni stawowych na przedniej części kości podniebiennej. Skamieniałości tego gatunku znaleziono w Laguna del Hunco w warstwach pochodzących z wczesnego eocenu, z argentyńskiej prowincji Chubut, od której nazwy pochodzi epitet gatunkowy. Rodzaj został nazwany na cześć niemieckiego lekarza i przyrodnika Franza Ewalda Theodora Bachmanna.
Bachmannia chubutensis żyła w okresie optimum klimatycznego wczesnego eocenu. Laguna del Hunco znajdowała się na południowej części strefy ówczesnych tropików, w wilgotnym klimacie z wyraźnymi wpływami morskimi. Aktywność wulkaniczna powodująca również uwolnieniem gazów do wód skutkowała regularnym masowym wymieraniem ryb. 
Bachmannia chubutensis była małym gatunkiem suma o krępym ciele podobnym do żyjących współcześnie kirysków z rodzaju Corydoras. Prawie całkowicie zachowany holotyp ma 8 cm długości (brak płetwy ogonowej). Maksymalną standardową długość gatunku podaje się na około 12,5 cm. Głowa i przód ciała były stosunkowo wysokie.  Neurokranium było silnie skostniałe. W porównaniu z najczęściej małymi zębami współczesnych sumów, zęby Bachmannia chubutensis były duże, stożkowe z szerokimi podstawami. Największe zęby były na lemieszu. Ząbkowana była również szczęka (dwa rzędy zębów), co jest prymitywna cecha sumów obecną, występującą poza również wymarłymi Hypsidoridae, również u żyjących współcześnie Diplomystidae. Płetwa grzbietowa znajdowała się między piątym a trzynastym kręgiem. Pierwszy promień płetw był krótki o trójkątnym przekroju, drugi długi z podłużnymi rowkami, za którym znajdowało się siedem miękkich promieni. Płetwa odbytowa miała dziesięć promieni.